# Tréprel
Tréprel ist eine französische Gemeinde mit 109 Einwohnern (Stand 1. Januar 2022) im Département Calvados in der Region Normandie. Sie gehört zum Arrondissement Caen und zum Kanton Falaise.

## Geographie
Die Gemeinde Tréprel liegt im Osten der Normannischen Schweiz auf der Wasserscheide zwischen den Flüssen Laize und Baize, zehn Kilometer östlich von Falaise. Umgeben wird Tréprel von den Nachbargemeinden Saint-Germain-Langot im Norden, Saint-Germain-Langot im Nordosten, Pierrepont im Osten, Martigny-sur-l’Ante im Osten und Südosten, Le Détroit im Süden, Pont-d’Ouilly im Südwesten, Pierrefitte-en-Cinglais im Südwesten und Westen sowie Bonnœil im Nordwesten.

## Bevölkerungsentwicklung
| Jahr                       | 1962 | 1968 | 1975 | 1982 | 1990 | 1999 | 2007 | 2019 |
| Einwohner                  | 123  | 105  | 92   | 102  | 111  | 108  | 101  | 105  |
| Quellen: Cassini und INSEE |      |      |      |      |      |      |      |      |

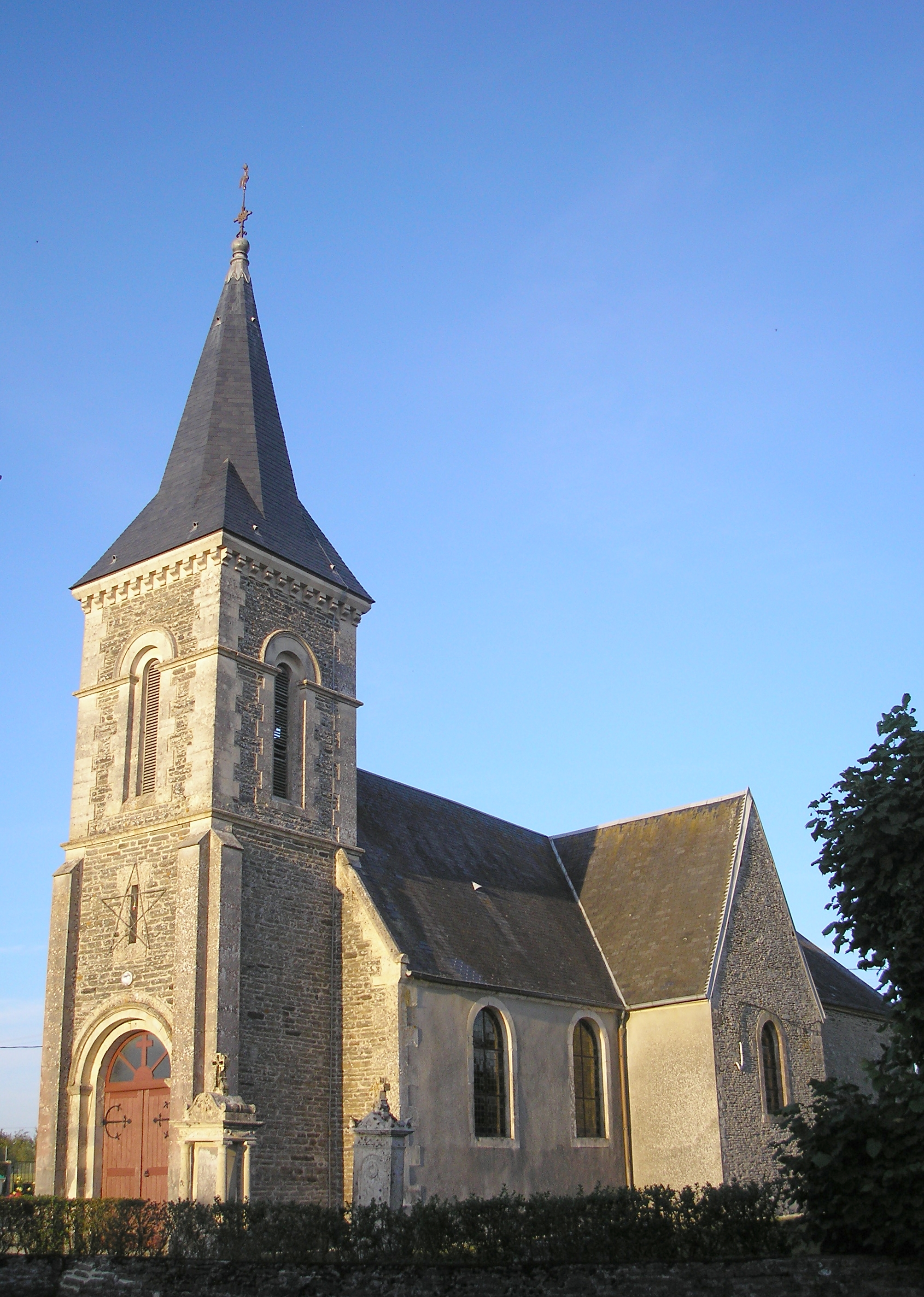
Kirche Saint-Aubin
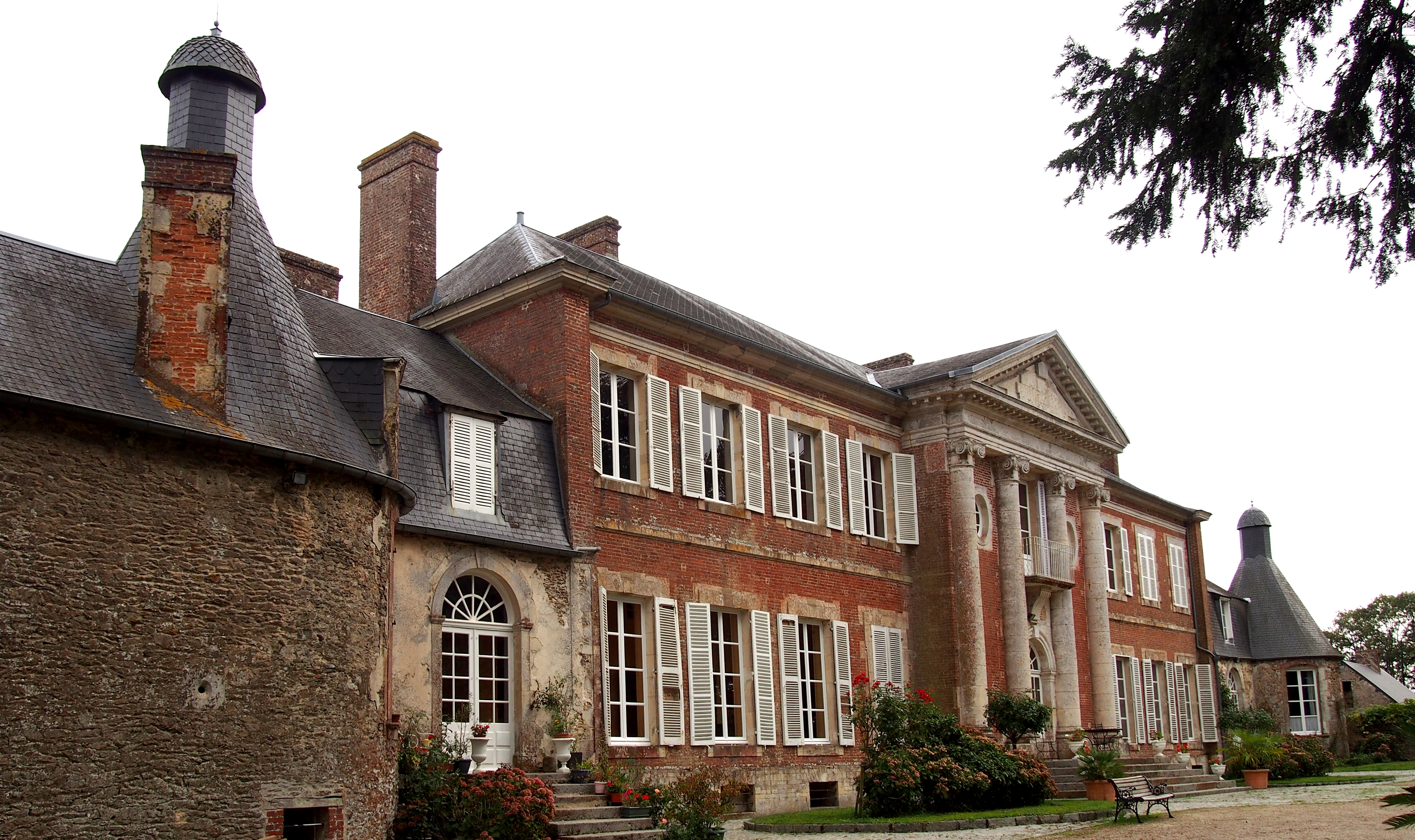
Schloss Tréprel